# Église de la Sainte-Croix de Hattula
L'église de la Sainte-Croix (en finnois : Hattulan Pyhän Ristin kirkko) est une église luthérienne située à Hattula en Finlande.

## Histoire
L’église de la Sainte-Croix à Hattula est l’un des édifices les plus anciens de la région de Häme en Finlande. La paroisse de Hattula aurait été fondée au début du XIIIe siècle, probablement avant 1250, bien que le premier document officiel la mentionnant date de 1318. À cette époque, une première église en bois avait probablement déjà été construite, et elle a subsisté pendant plus de 200 ans.
L’église en briques que nous connaissons aujourd’hui a été construite principalement entre 1472 et 1490. Ce bâtiment en brique appartient au style gothique complet et se distingue des autres églises médiévales finlandaises, qui sont généralement en pierre grise. Le choix de la brique et la période de construction sont liés à la proximité du château de Häme, qui était alors en plein essor sous la domination de la famille Tott.
Pendant le Moyen Âge, l’église était un lieu de pèlerinage important, mentionné dans des documents danois où la reine Marguerite la cite comme destination propice pour les fidèles. En 1496, lors d’une invasion hivernale des Russes en Finlande, il est dit que les assaillants sont même entrés dans l’église. L’église a cessé d’être utilisée comme église principale en 1857, lorsque la nouvelle église de Hattula a été construite.
Elle est connue aussi pour ses fresques médiévales bien conservées, datant du début du XVIe siècle, qui racontent des histoires bibliques et des légendes des saints. L’édifice n’a jamais eu de système de chauffage et est encore utilisé pour des services religieux en été ainsi que pour des événements spéciaux en hiver. Ce monument représente un précieux témoignage du patrimoine architectural et religieux finlandais.

## Architecture
La direction des musées de Finlande a classé l'église et son paysage culturel dans les sites culturels construits d'intérêt national.
L’église de la Sainte-Croix de Hattula est l’un des exemples les plus remarquables de l’architecture médiévale finlandaise en brique. Contrairement à la majorité des églises rurales du Moyen Âge en Finlande, construites principalement en pierre grise, celle-ci est construite presque entièrement en brique visible. Ce choix du matériau relie l’édifice aux phases de construction du château de Häme.
Le plan de l’église est celui d’une basilique avec trois nefs de même hauteur, la nef centrale étant plus large. L’intérieur est divisé par deux rangées de piliers qui délimitent quatre travées. La sacristie et le porche se trouvent sur des côtés opposés, formant les bras du transept, de telle sorte que la structure rappelle une croix latine. Les façades sont décorées de motifs en croix et de bandes ornementales en briques façonnées. Aux angles extérieurs, on observe des contreforts massifs. Des masques en briques se trouvent au-dessus de la fenêtre ouest et dans les angles des contreforts. Du côté est, une scène du Calvaire peinte orne la façade au-dessus de la fenêtre.
La sacristie se distingue par sa monumentalité, ses grandes fenêtres sur chaque mur et ses contreforts d’angle. L’ensemble de l’intérieur - y compris la sacristie, le chœur et les murs du porche - est orné de peintures à la chaux du début du XVIe siècle, qui figurent parmi les mieux conservées de Finlande. L’édifice repose sur des fondations en pierre, pour éviter que l’humidité du sol ne pénètre dans les murs de brique.

### Peintures murales
L'église de Saint-Laurent de Lohja et l'église de la Sainte-Croix de Hattula sont les deux églises les plus significatives de Finlande pour leurs peintures murales et elles sont considérées comme des églises sœurs en raison de leurs peintures abondantes,.

## Galerie

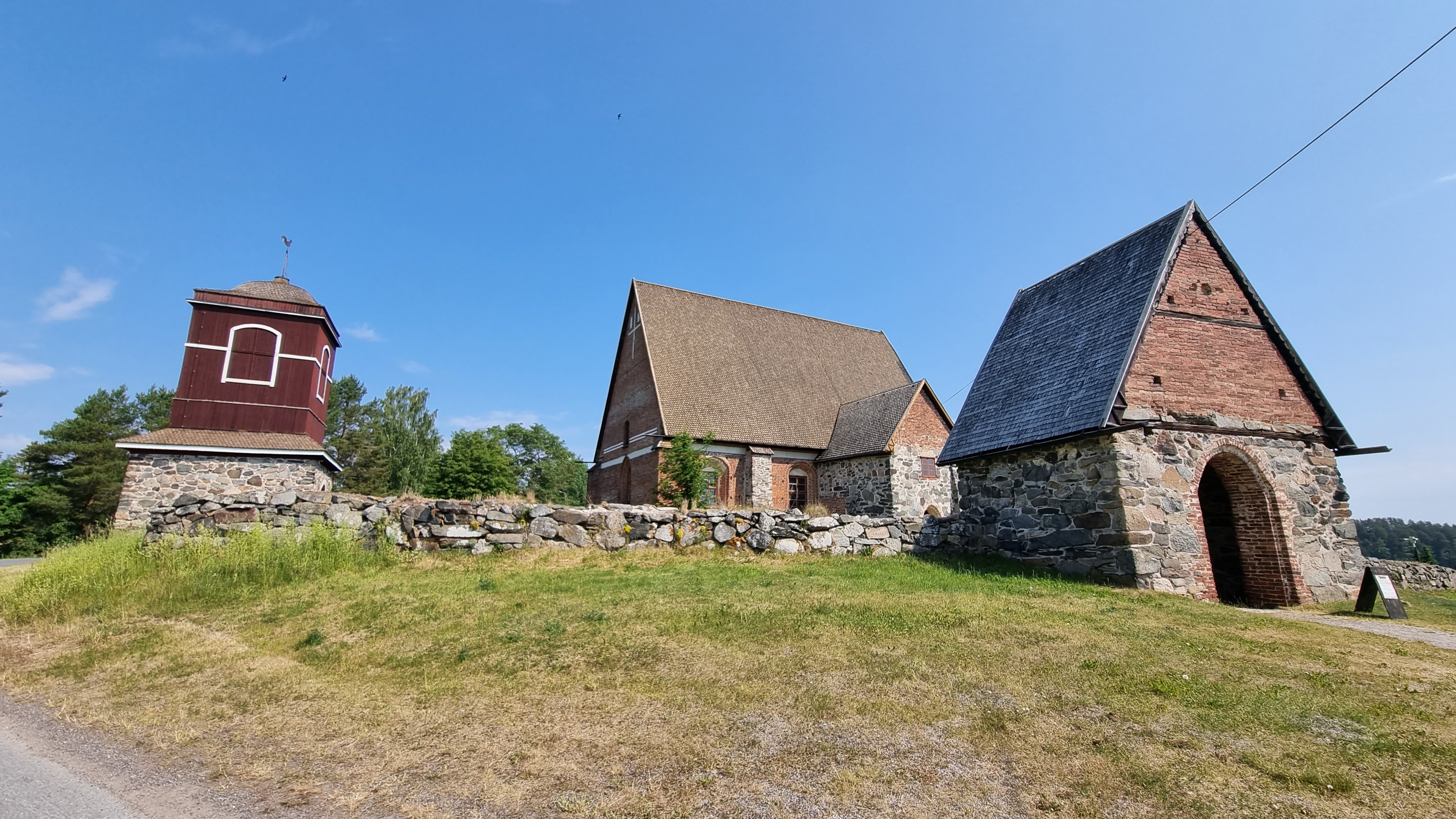
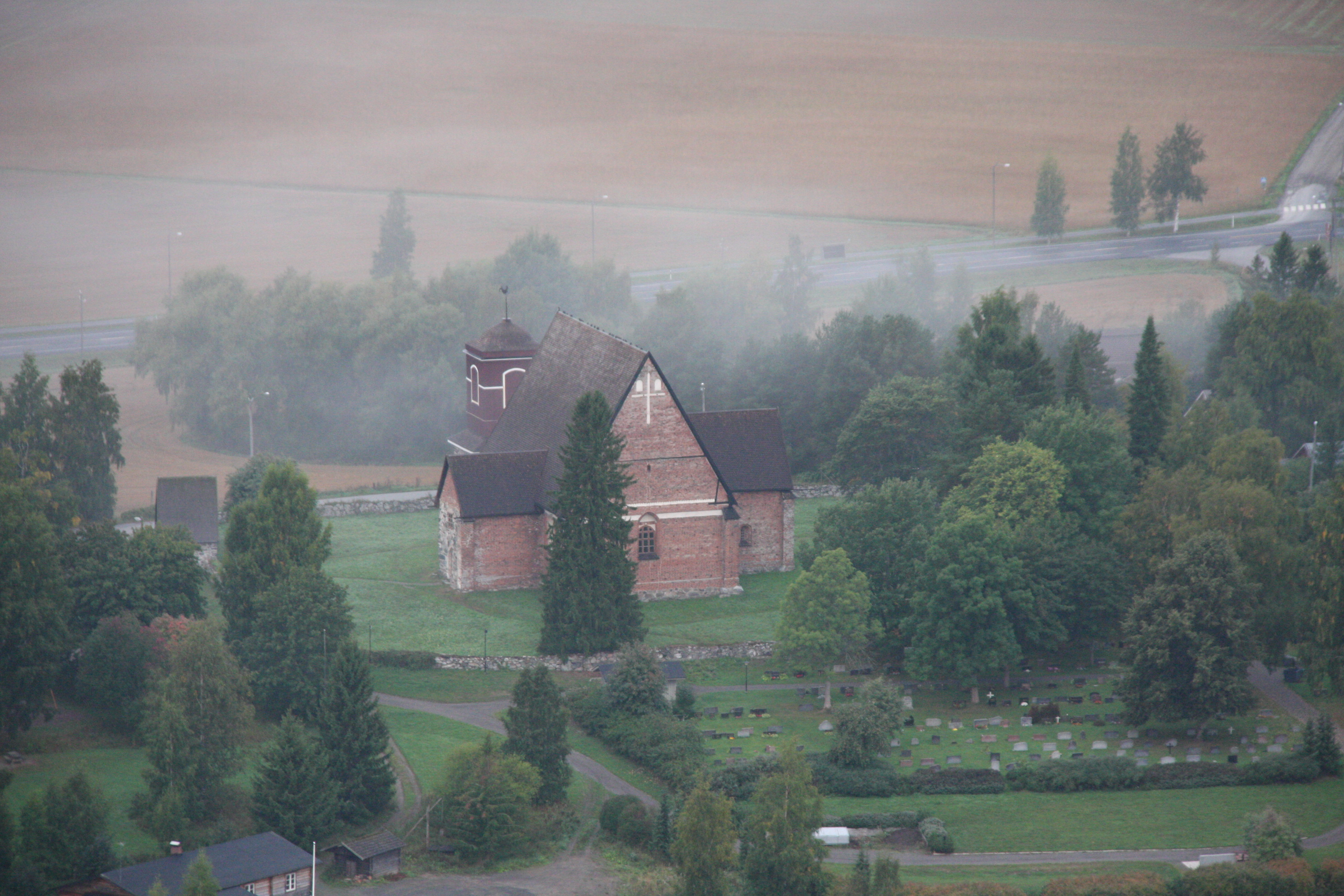
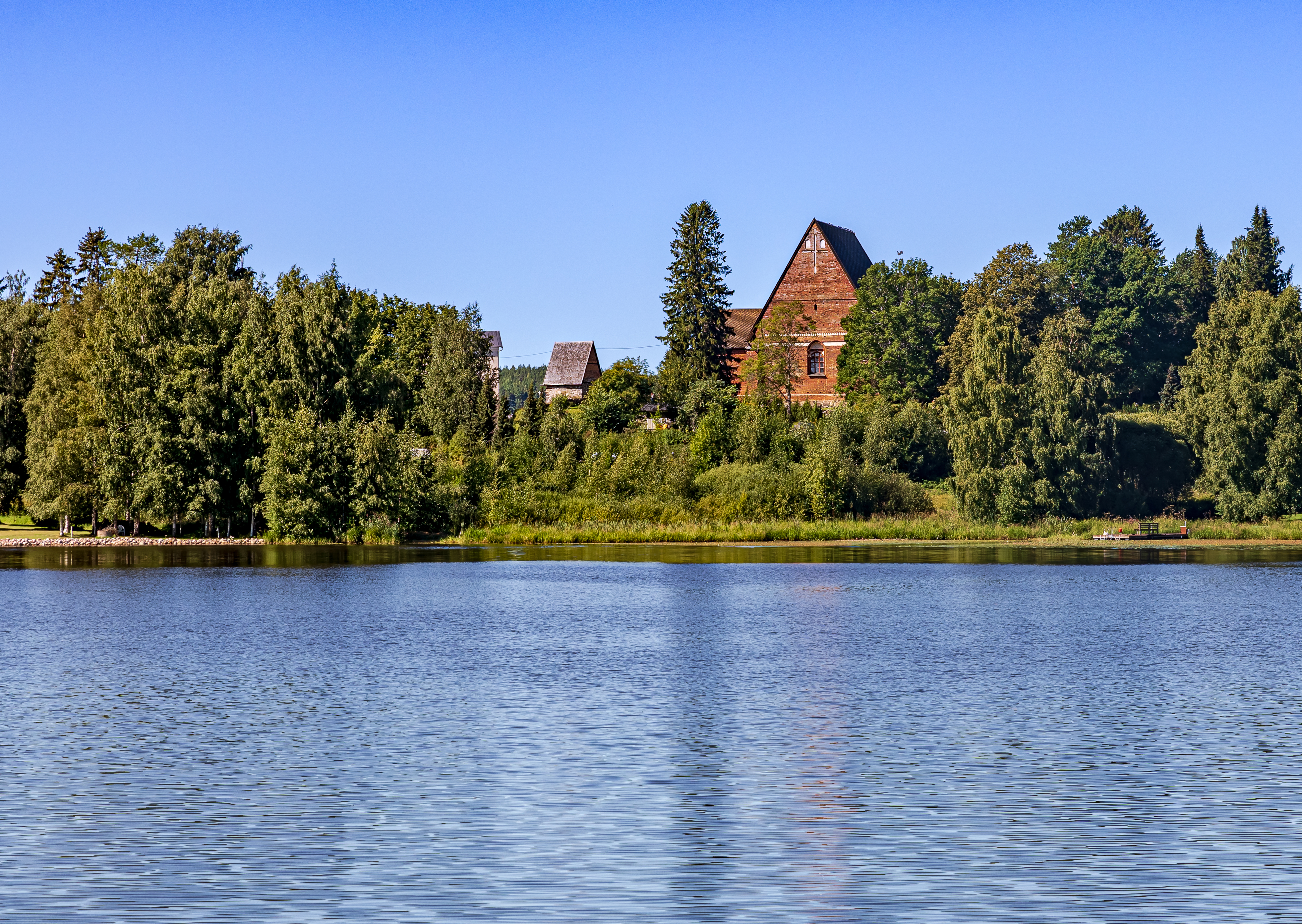
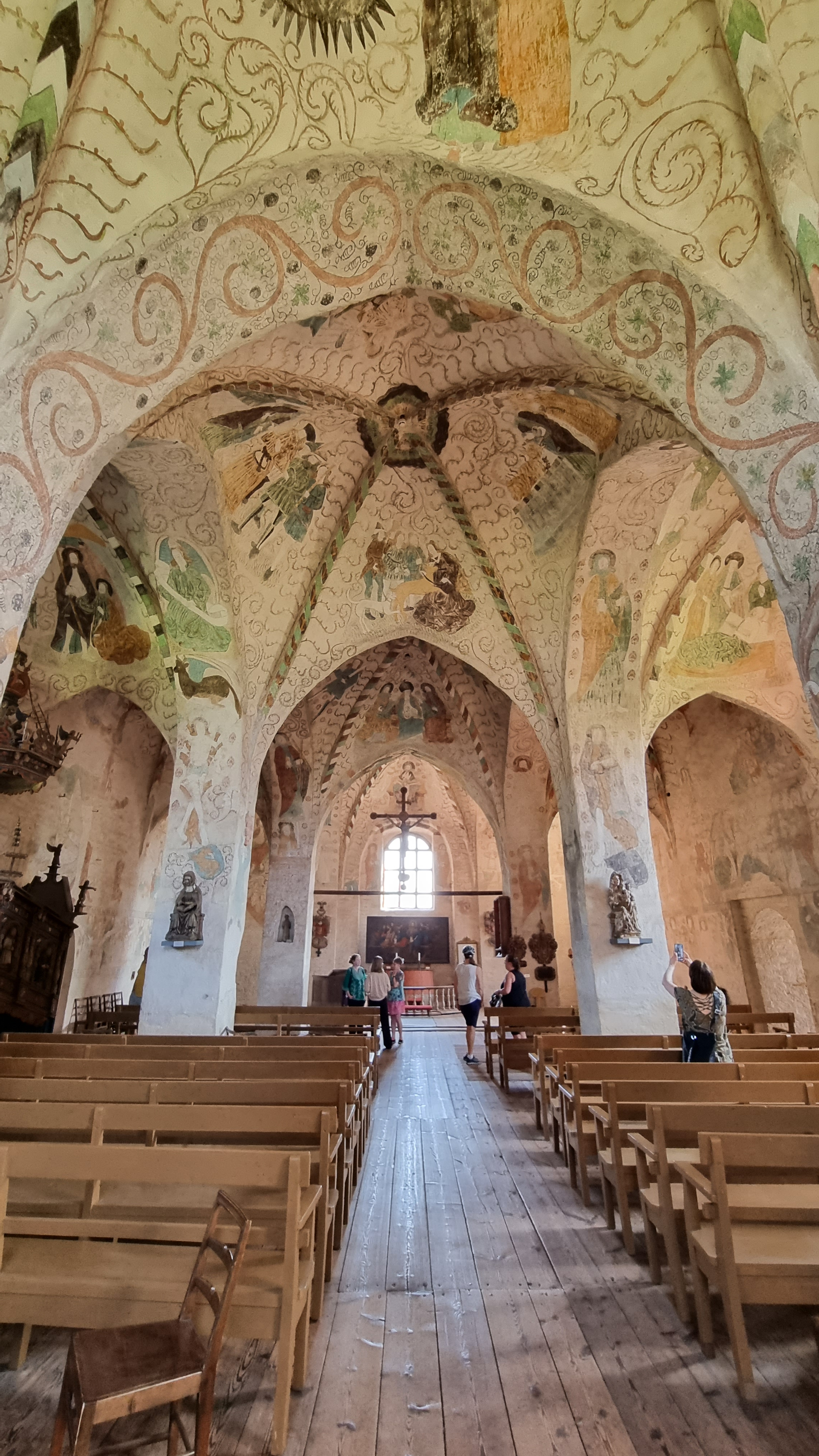
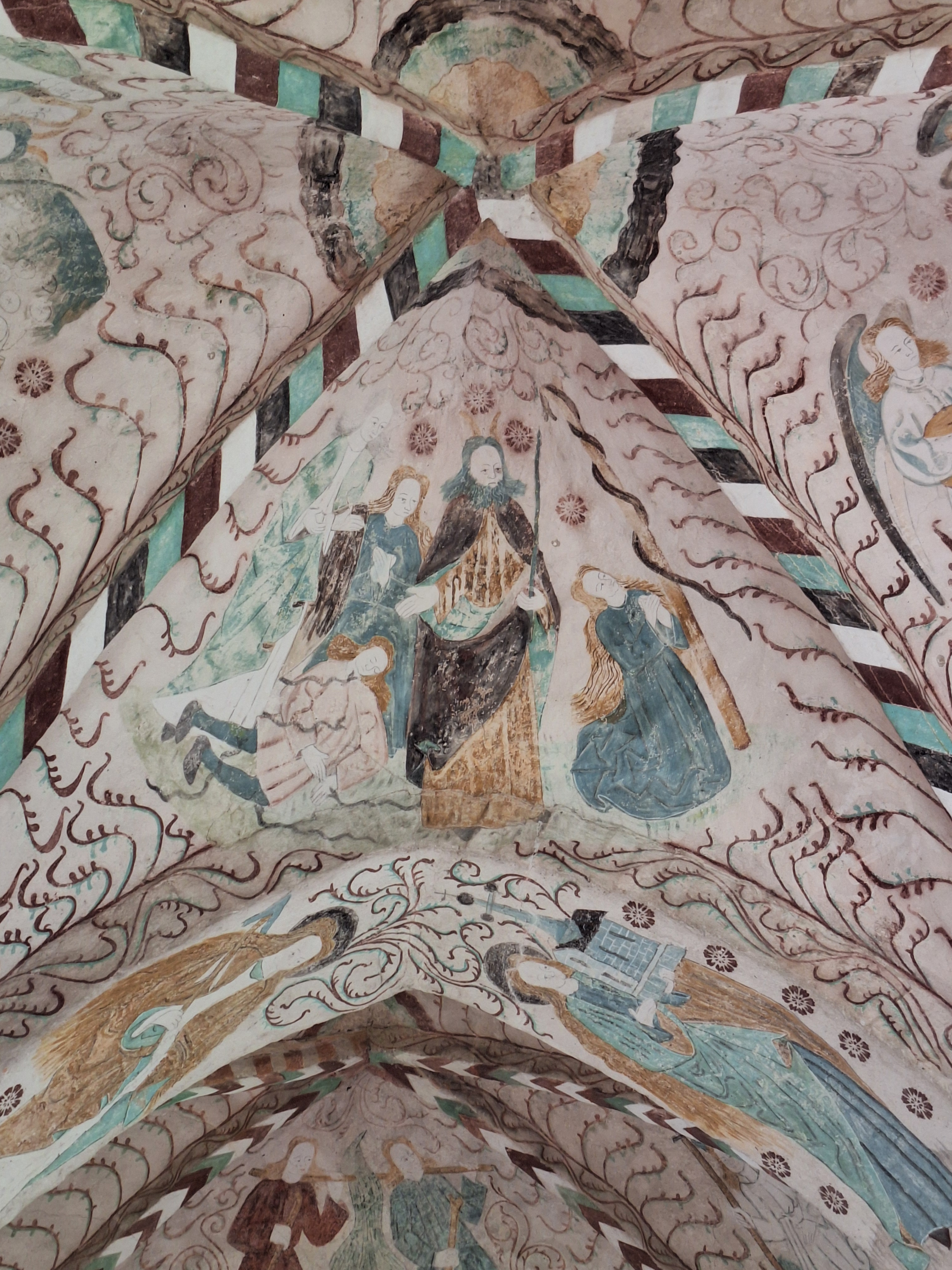
Fresques.